# Nati il 5 febbraio
| Questa pagina contiene informazioni ricavate automaticamente dalle voci biografiche con l'ausilio del template Bio e di un bot. L'aggiornamento è periodico e automatico e ricostruisce completamente la pagina. Se manca una persona in questa lista, sei pregato di non aggiungerla, ma accertati piuttosto che la sua voce biografica contenga il template Bio e che i dati anagrafici siano correttamente compilati. Se il template Bio manca, inseriscilo tu stesso o, in alternativa, metti l'avviso {{tmp\|Bio}} che ne segnala la mancanza. Se i dati riportati sono sbagliati, correggi direttamente la voce biografica; le modifiche saranno visibili in questa lista entro pochi giorni. Per chiarimenti vedi il progetto biografie. La lista contiene solo le 1.298 persone che sono citate nell'enciclopedia e per le quali è stato implementato correttamente il template Bio. Pagina aggiornata al 17 ago 2025. |

## X secolo(1)
- 976 - Sanjō, imperatore giapponese († 1017)

## XIV secolo(1)
- 1321 - Giovanni II del Monferrato, marchese († 1372)

## XV secolo(4)
- 1438 - Margherita di Borbone-Clermont, duchessa († 1483)
- 1443 - Filippo II di Savoia, duca († 1497)
- 1457 - Stefana Quinzani, religiosa italiana († 1530)
- 1500 - Giovanni Guidiccioni, poeta e vescovo cattolico italiano († 1541)

## XVI secolo(13)
- 1505 - Aegidius Tschudi, storico, cartografo e politico svizzero († 1572)
- 1519 - Renato di Chalon, nobile tedesco († 1544)
- 1525 - Juraj Drašković, cardinale e arcivescovo croato († 1587)
- 1533 - Andrea Dudith-Sbardellati, umanista e vescovo cattolico ungherese († 1589)
- 1534 - Giovanni Bardi, letterato, militare e scrittore italiano († 1612)
- 1558 - Heinrich Schickhardt, architetto, gesuita e ingegnere tedesco († 1635)
- 1579 - Suzuki Shōsan, militare e monaco buddista giapponese († 1655)
- 1589 - Honorat de Bueil de Racan, poeta e drammaturgo francese († 1670)
- 1589 - Domenico Pugliani, pittore italiano († 1658)
- 1590 - François Annat, gesuita francese († 1670)
- 1592 - Vincenzo della Greca, architetto italiano († 1661)
- 1593 - Marina Antonazzoni, attrice teatrale italiana († 1639)
- 1600 - Johan Picardt, religioso e medico tedesco († 1670)

## XVII secolo(18)
- 1605 - Johann Vierdanck, violinista e compositore tedesco († 1649)
- 1606 - Bernardino Savelli, II principe di Albano, principe italiano († 1658)
- 1608 - Kaspar Schott, fisico e matematico tedesco († 1666)
- 1610 - Giovanni Antonio I di Eggenberg, nobile, politico e diplomatico austriaco († 1649)
- 1616 - Marie de Hautefort, francese († 1691)
- 1617 - Jan Thomas van Ieperen, pittore, incisore e disegnatore fiammingo († 1673)
- 1626 - Giulio Savelli, III principe di Albano, principe italiano († 1712)
- 1626 - Madame de Sévigné, scrittrice francese († 1696)
- 1628 - César d'Estrées, cardinale e vescovo cattolico francese († 1714)
- 1634 - Maria Antonia Scalera Stellini, poetessa e drammaturga italiana († 1704)
- 1636 - Luisa Cristina d'Assia-Darmstadt, nobile († 1697)
- 1650 - Anne Jules di Noailles, generale francese († 1708)
- 1651 - Franz Ferdinand von Kuenburg, nobile e arcivescovo cattolico austriaco († 1731)
- 1667 - Gottfried Reiche, trombettista e compositore tedesco († 1734)
- 1688 - Maurizio Guglielmo di Sassonia-Merseburg, duca († 1731)
- 1696 - Francesco Rodrigo Moncada, nobile italiano († 1763)
- 1697 - William Smellie, ginecologo scozzese († 1763)
- 1698 - Germain-François Poullain de Saint-Foix, scrittore e drammaturgo francese († 1776)

## XVIII secolo(44)
- 1701 - Giovanni Battista Lorenzo Bogino, politico italiano († 1784)
- 1701 - Francesco Granata, vescovo cattolico italiano († 1771)
- 1704 - Anna Cristina di Sulzbach, principessa francese († 1723)
- 1707 - Carlo Amalfi, pittore italiano († 1787)
- 1713 - Girolamo Ferri, presbitero e filologo italiano († 1786)
- 1714 - Johann Gottlieb Gleditsch, botanico tedesco († 1786)
- 1715 - Baltazar Adam Krčelić, giurista, storico e teologo croato († 1778)
- 1717 - Giacomo Gentili il Giovane, ceramista italiano († 1765)
- 1722 - Romoaldo Guidi, cardinale italiano († 1780)
- 1725 - Anna Maria Rückerschöld, scrittrice svedese († 1805)
- 1726 - John Caillaud, generale britannico († 1812)
- 1728 - Francesco Longano, filosofo e saggista italiano († 1796)
- 1735 - Giuseppe Angelini, scultore italiano († 1811)
- 1735 - Paul Kray von Krajowa, generale austriaco († 1804)
- 1736 - Frédéric-Louis Allamand, botanico svizzero († 1803)
- 1737 - Jean Bretagne Charles de La Trémoille, nobile e militare francese († 1792)
- 1742 - Giovanni Gastone Boccherini, librettista, ballerino e coreografo italiano
- 1745 - John Jeffries, medico e scienziato statunitense († 1819)
- 1747 - Bernardo Maria Aliprandi, compositore e violoncellista italiano († 1801)
- 1748 - Christian Gottlob Neefe, compositore e direttore d'orchestra tedesco († 1798)
- 1748 - Elias Stein, scacchista olandese († 1812)
- 1752 - Anton Walter, austriaco († 1826)
- 1760 - Charlotte de Robespierre, scrittrice francese († 1834)
- 1768 - Robert Stopford, ammiraglio irlandese († 1847)
- 1770 - Alexandre Brongniart, chimico, geologo e zoologo francese († 1847)
- 1770 - Mosè Borsani, violinista e direttore d'orchestra italiano († 1844)
- 1778 - Ippolito Spinola di Lerma, generale italiano († 1856)
- 1779 - François Van Campenhout, compositore, tenore e direttore d'orchestra belga († 1848)
- 1779 - Francesco Malacarne, ingegnere e inventore italiano († 1855)
- 1780 - Celidonio Errante, filologo e traduttore italiano († 1850)
- 1784 - William Barry Taylor, politico statunitense († 1835)
- 1788 - José Maria Rita de Castelo Branco, militare e politico portoghese († 1872)
- 1788 - Sarah Goodridge, pittrice statunitense († 1853)
- 1788 - Károly Kisfaludy, scrittore, drammaturgo e pittore ungherese († 1830)
- 1788 - Robert Peel, politico britannico († 1850)
- 1789 - Thomas John Cochrane, ammiraglio scozzese († 1872)
- 1792 - Henry Somerset, VII duca di Beaufort, politico e ufficiale inglese († 1853)
- 1793 - Andrea Tonelli, patriota italiano († 1859)
- 1795 - Pierre-Jean Beckx, gesuita belga († 1887)
- 1795 - Thomas Dundas, II conte di Zetland, nobile e politico inglese († 1873)
- 1795 - Wilhelm Karl Ritter von Haidinger, mineralogista, geologo e fisico austriaco († 1871)
- 1795 - Cristoforo Mameli, politico, avvocato e funzionario italiano († 1872)
- 1796 - Johannes von Geissel, cardinale tedesco († 1864)
- 1797 - Jean-Marie Duhamel, matematico, fisico e insegnante francese († 1872)

## XIX secolo(161)
- 1802 - Jean-Jacques Uhrich, generale francese († 1886)
- 1803 - Godefroy Brossais-Saint-Marc, cardinale e arcivescovo cattolico francese († 1878)
- 1804 - Johan Ludvig Runeberg, prete, poeta e scrittore finlandese († 1877)
- 1806 - Robert Montgomery Bird, drammaturgo, romanziere e giornalista statunitense († 1854)
- 1808 - Carl Spitzweg, pittore tedesco († 1885)
- 1810 - Gustavo Bucchia, politico italiano († 1889)
- 1810 - Ole Bull, violinista e compositore norvegese († 1880)
- 1811 - Domenico Pasquale Cambiaso, pittore italiano († 1894)
- 1811 - William Henry Harvey, botanico e medico irlandese († 1866)
- 1814 - Costantino Reta, politico italiano († 1858)
- 1816 - Julius Zacher, filologo e germanista tedesco († 1887)
- 1817 - Sarah Marinda Bates Pratt, presbitero statunitense († 1888)
- 1819 - Jacopo D'Andrea, pittore italiano († 1906)
- 1820 - Balwant Singh di Bharatpur, indiana († 1853)
- 1820 - Tommaso Celesia di Vegliasco, politico italiano († 1892)
- 1820 - Alois von Brinz, giurista e politico tedesco († 1887)
- 1824 - John Edward Bouligny, politico statunitense († 1864)
- 1824 - Alfonso Capecelatro, cardinale e arcivescovo cattolico italiano († 1912)
- 1826 - Émile Léopold Clément, artigiano francese († 1881)
- 1826 - Giuseppe Pace, militare e politico italiano († 1866)
- 1827 - Sylvester Horton Rosecrans, vescovo cattolico statunitense († 1878)
- 1829 - Francesco Alario, patriota e politico italiano († 1891)
- 1835 - Friedrich August Theodor Winnecke, astronomo tedesco († 1897)
- 1836 - Nikolaj Aleksandrovič Dobroljubov, giornalista e critico letterario russo († 1861)
- 1836 - Pasquale Forgione, brigante italiano († 1863)
- 1837 - Dwight L. Moody, editore statunitense († 1899)
- 1837 - Leopold von Schrötter, medico austriaco († 1908)
- 1838 - Friedrich Konrad Beilstein, chimico russo († 1906)
- 1838 - Lazzaro Frizzi, avvocato, patriota e politico italiano († 1919)
- 1838 - Luigi Pennazzi, viaggiatore, esploratore e scrittore italiano († 1895)
- 1838 - Francesco Maria Traina, vescovo cattolico italiano († 1911)
- 1839 - Napoleone-Carlo Bonaparte, nobile francese († 1899)
- 1840 - Joseph W. Abbott, compositore di scacchi britannico († 1923)
- 1840 - John Boyd Dunlop, inventore e chirurgo britannico († 1921)
- 1843 - Hariot Rowan-Hamilton, nobildonna e scrittrice irlandese († 1936)
- 1844 - Cesare Fani, politico italiano († 1914)
- 1844 - Lothar Kempter, compositore e direttore d'orchestra svizzero († 1918)
- 1844 - Aristide Rinaldini, cardinale e arcivescovo cattolico italiano († 1920)
- 1845 - Gennaro Abbagnara, pittore italiano († 1914)
- 1846 - Johann Most, politico, giornalista e anarchico tedesco († 1906)
- 1847 - Giuseppe Marchiori, politico italiano († 1900)
- 1848 - Joris-Karl Huysmans, scrittore, poeta e giornalista francese († 1907)
- 1848 - Luigi Mancinelli, direttore d'orchestra, compositore e violoncellista italiano († 1921)
- 1848 - Louis Schmeisser, inventore tedesco († 1917)
- 1848 - Belle Starr, pistolera statunitense († 1889)
- 1848 - Nicoline Weywadt, fotografa islandese († 1921)
- 1849 - Alice Regnault, attrice francese († 1931)
- 1850 - Julius Adrian Pollacsek, scrittore, giornalista e imprenditore austro-ungarico
- 1852 - Terauchi Masatake, militare e politico giapponese († 1919)
- 1853 - José Árbol y Bonilla, ingegnere e astronomo messicano († 1920)
- 1856 - Didaco Bessi, presbitero italiano († 1919)
- 1856 - Otto Brahm, critico letterario, storico della letteratura e regista teatrale tedesco († 1912)
- 1857 - Scipione Cappa, ingegnere idraulico italiano († 1910)
- 1857 - Richard Ehrenberg, economista tedesco († 1921)
- 1859 - Giovanni Capurro, poeta e cantautore italiano († 1920)
- 1859 - Louis Cheikho, presbitero e arabista libanese († 1927)
- 1859 - Friedrich Richard Adelbart Johow, botanico e micologo tedesco († 1933)
- 1859 - Auguste Roedel, illustratore e litografo francese († 1900)
- 1860 - Vittorio Lollini, avvocato e politico italiano († 1924)
- 1860 - Jackson Showalter, scacchista statunitense († 1935)
- 1861 - Bryant Butler Brooks, politico e banchiere statunitense († 1944)
- 1862 - Raymond de Dalmas, ornitologo, aracnologo e nobile francese († 1930)
- 1862 - Aleksander Kakowski, cardinale e arcivescovo cattolico polacco († 1938)
- 1863 - Pietro Fosci, fantino italiano († 1895)
- 1863 - Georg Mühlberg, pittore, disegnatore e illustratore tedesco († 1925)
- 1864 - Federico Sacco, geologo, paleontologo e micologo italiano († 1948)
- 1864 - Carl Teike, compositore tedesco († 1922)
- 1865 - Nicola D'Alagni, storico e pittore italiano († 1943)
- 1865 - Fred Randell, maratoneta britannico († 1946)
- 1866 - Eugène Decisy, pittore e incisore francese († 1936)
- 1866 - Arthur Keith, anatomista, antropologo e paleontologo britannico († 1955)
- 1867 - Giuseppe Bonandrini, poeta italiano († 1940)
- 1867 - Napoleone Cozzi, alpinista, pittore e decoratore italiano († 1916)
- 1867 - Pëtr Petrovič Schmidt, militare, comandante marittimo e rivoluzionario russo († 1906)
- 1867 - Alfred Schneidau, crickettista e calciatore inglese († 1940)
- 1868 - Maxine Elliott, attrice, manager e direttrice teatrale statunitense († 1940)
- 1868 - Hugh Ford, regista e sceneggiatore statunitense († 1952)
- 1869 - Horace Rumbold, diplomatico inglese († 1941)
- 1869 - Sebastião Wolf, tiratore a segno brasiliano († 1936)
- 1869 - Robert de Caix de Saint-Aymour, giornalista, politico e scrittore francese († 1970)
- 1869 - Wilhelmus van Berkel, inventore e imprenditore olandese († 1952)
- 1871 - Birger Sandzén, pittore svedese († 1954)
- 1872 - William Nicholson, pittore britannico († 1949)
- 1872 - Selma Rıza, giornalista turca († 1931)
- 1873 - Alfredo Marangolo, dirigente sportivo e calciatore italiano
- 1874 - Vincenzo Asprea, entomologo italiano († 1930)
- 1874 - George Periolat, attore statunitense († 1940)
- 1875 - Margarete Ferida, attrice tedesca († 1950)
- 1875 - Marcus Ward Lyon, zoologo e biologo statunitense († 1942)
- 1875 - Františka Plamínková, politica e attivista ceca († 1942)
- 1875 - Gonzalo Queipo de Llano, generale spagnolo († 1951)
- 1875 - Ricardo Viñes, pianista e insegnante spagnolo († 1943)
- 1876 - James Carew, attore statunitense († 1938)
- 1876 - Gabriel Delmotte, ingegnere, politico e imprenditore francese († 1950)
- 1877 - Jone Frigerio, attrice italiana († 1963)
- 1877 - Heinrich Oelerich, aviatore e ingegnere aeronautico tedesco († 1953)
- 1878 - Ivan Arkadin, attore russo († 1942)
- 1878 - André Citroën, inventore e imprenditore francese († 1935)
- 1879 - Sandy Cowan, giocatore di lacrosse canadese († 1915)
- 1879 - Fernando Soledade, tiratore a segno brasiliano († 1959)
- 1880 - Ivo Tartaglia, politico, avvocato e giornalista jugoslavo († 1949)
- 1880 - Ernesto Verdun, calciatore italiano
- 1880 - Gabriel Voisin, pioniere dell'aviazione francese († 1973)
- 1881 - Francesco Amendola, politico italiano († 1959)
- 1881 - Frederick Lonsdale, drammaturgo, sceneggiatore e librettista inglese († 1954)
- 1882 - August Kopff, astronomo tedesco († 1960)
- 1882 - Felice Lattuada, compositore e direttore d'orchestra italiano († 1962)
- 1882 - Louis Wagner, pilota automobilistico, aviatore e calciatore francese († 1960)
- 1883 - Livio Agostini, farmacista e politico italiano
- 1883 - Vittorio Umberto Fantucci, ingegnere e politico italiano († 1957)
- 1884 - Mečislovas Reinys, arcivescovo cattolico, politico e psicologo lituano († 1953)
- 1885 - Pëtr Borejša, calciatore russo († 1953)
- 1885 - Burton Downing, pistard statunitense († 1929)
- 1885 - Casimiro Nay, calciatore italiano († 1928)
- 1886 - Ferruccio Pasqui, ceramista, illustratore e decoratore italiano († 1958)
- 1887 - Ömer Nishani, politico albanese († 1954)
- 1888 - Giuseppe Agnello, archeologo, antifascista e politico italiano († 1976)
- 1888 - Olinto Cristina, attore e doppiatore italiano († 1962)
- 1888 - Bruce Fraser, I barone Fraser di Capo Nord, ammiraglio britannico († 1981)
- 1889 - Victor Adamina, calciatore svizzero († 1958)
- 1889 - Maria Antonietta Avanzo, pilota automobilistica italiana († 1977)
- 1889 - Nigel Barrie, attore britannico († 1971)
- 1889 - Elise Hofmann, paleontologa austriaca († 1955)
- 1889 - Konstantin Alekseevič Kalinin, ingegnere sovietico († 1940)
- 1890 - Gaetano Pasotti, missionario e vescovo cattolico italiano († 1950)
- 1891 - Marc Amsler, oculista svizzero († 1968)
- 1891 - Monta Bell, regista, produttore cinematografico e montatore statunitense († 1958)
- 1891 - Léopold Marchand, commediografo, sceneggiatore e dialoghista francese († 1952)
- 1892 - Bernhard Andersen, calciatore danese († 1958)
- 1892 - Shunji Isaki, ammiraglio giapponese († 1943)
- 1892 - Merrill McCormick, attore statunitense († 1953)
- 1892 - George Saiko, scrittore austriaco († 1962)
- 1893 - Alsing Andersen, politico danese († 1962)
- 1893 - Henry Hay, nuotatore australiano († 1952)
- 1893 - Roman Ingarden, filosofo polacco († 1970)
- 1894 - Mario Ajmone Cat, generale e aviatore italiano († 1952)
- 1894 - József Bánás, calciatore e allenatore di calcio ungherese († 1973)
- 1894 - Natale Cirino, attore italiano († 1962)
- 1894 - Titta Madia, avvocato, politico e giornalista italiano († 1976)
- 1894 - Frederick Edgeworth Morgan, generale britannico († 1967)
- 1895 - Halvor Solberg, meteorologo norvegese († 1974)
- 1895 - Michael Valente, militare statunitense († 1976)
- 1895 - André Vercruysse, ciclista su strada belga († 1968)
- 1895 - Raul De Luzenberger, politico italiano († 1950)
- 1896 - Jacques Pessers, vescovo cattolico olandese († 1961)
- 1896 - Elia Rossi Passavanti, militare, politico e magistrato italiano († 1985)
- 1897 - Anton Graf von Arco auf Valley, nobile, terrorista e assassino tedesco († 1945)
- 1897 - Mona von Bismarck, socialite e filantropa statunitense († 1983)
- 1897 - Miyuki Ishikawa, serial killer giapponese († 1987)
- 1897 - Alessandro Monteleone, pittore e scultore italiano († 1967)
- 1897 - Mario Siletti, attore italiano († 1977)
- 1897 - Dirk Stikker, diplomatico olandese († 1979)
- 1897 - Angelo Tarchi, politico italiano († 1974)
- 1898 - Pietro Berzolla, architetto italiano († 1984)
- 1898 - Sofronio Pocarini, pittore, poeta e giornalista italiano († 1934)
- 1899 - Gino Bibbi, anarchico italiano († 1999)
- 1899 - Gisberto Ceracchini, pittore italiano († 1982)
- 1899 - Walter Charles Langer, psicoanalista statunitense († 1981)
- 1899 - Enrico Sailis, politico e giurista italiano († 1967)
- 1900 - Ludovico Bidoglio, calciatore argentino († 1970)
- 1900 - Adlai Stevenson II, politico e diplomatico statunitense († 1965)

## XX secolo(1017)
- 1901 - Flaminio De Mojà, architetto e ingegnere italiano († 1985)
- 1901 - Vincenzo Gigante, antifascista e partigiano italiano († 1944)
- 1901 - Herbert Lundh, insegnante, storico e politico svedese († 1988)
- 1901 - Otto Mráz, calciatore cecoslovacco († 1973)
- 1901 - Nicola Reale, magistrato italiano († 1980)
- 1901 - Arthur Sheekman, giornalista, sceneggiatore e commediografo statunitense († 1978)
- 1902 - Antonio di Gesù e Maria, presbitero spagnolo († 1936)
- 1902 - Hilde Benjamin, giurista tedesca († 1989)
- 1902 - Kaoru Iwamoto, goista giapponese († 1999)
- 1902 - Claus Juell, velista norvegese († 1979)
- 1902 - Bronislau Kaper, compositore polacco († 1983)
- 1902 - Carlos Spadaro, calciatore argentino († 1985)
- 1903 - Gitta Alpár, cantante, attrice e soprano ungherese († 1991)
- 1903 - Aleksej Nikolaevič Leont'ev, psicologo sovietico († 1979)
- 1903 - Sakari Momoi, supercentenario giapponese († 2015)
- 1903 - Tina Pizzardo, matematica e antifascista italiana († 1989)
- 1903 - Alfredo Vicente Scherer, cardinale e arcivescovo cattolico brasiliano († 1996)
- 1903 - José Silva, calciatore portoghese († 1961)
- 1904 - Alfredo Barisone, calciatore italiano († 1992)
- 1904 - Frederick Gordon-Lennox, IX duca di Richmond, nobile, politico e pilota automobilistico britannico († 1989)
- 1904 - Bertha Holt, attivista statunitense († 2000)
- 1904 - Sammy Mandell, pugile statunitense († 1967)
- 1904 - Ettore Rosa, partigiano e politico italiano († 1960)
- 1905 - Gino Borsato, pittore italiano († 1971)
- 1905 - Robert Dauphin, calciatore francese († 1961)
- 1905 - Mohammed Hassan, calciatore egiziano († 1973)
- 1905 - Tracy Jaeckel, schermidore statunitense († 1969)
- 1906 - Mariano Cañardo, ciclista su strada spagnolo († 1987)
- 1906 - Victor Carlund, calciatore svedese († 1985)
- 1906 - John Carradine, attore statunitense († 1988)
- 1906 - Margit Danÿ, schermitrice ungherese († 1975)
- 1906 - Márton Homonnai, pallanuotista ungherese († 1969)
- 1906 - Ralph Roe, criminale statunitense
- 1906 - Josef Schneider, arcivescovo cattolico tedesco († 1998)
- 1906 - William Holder Zachariasen, fisico norvegese († 1979)
- 1907 - Mario Baffico, regista e sceneggiatore italiano († 1972)
- 1907 - Hans Bender, medico e psicologo tedesco († 1991)
- 1907 - Pál Jávor, allenatore di calcio e calciatore ungherese († 1989)
- 1907 - Walter Nausch, allenatore di calcio e calciatore austriaco († 1957)
- 1907 - Pierre Pflimlin, politico francese († 2000)
- 1907 - Evelyn Pierce, attrice statunitense († 1960)
- 1907 - Samuel W. Taylor, scrittore e sceneggiatore statunitense († 1997)
- 1907 - Karlis Zvirgzdiņš, calciatore lettone († 1983)
- 1908 - Ugo Amadoro, regista, sceneggiatore e fumettista italiano
- 1908 - Mietje Baron, nuotatrice olandese († 1948)
- 1908 - Edie Ceccarelli, supercentenaria statunitense († 2024)
- 1908 - Peg Entwistle, attrice britannica († 1932)
- 1908 - Daisy e Violet Hilton, attrice britannica († 1969)
- 1908 - Loris Pivetti, militare e aviatore italiano († 1941)
- 1908 - Fiamma Vigo, gallerista, pittrice e collezionista d'arte italiana († 1981)
- 1908 - Eugen Weidmann, criminale tedesco († 1939)
- 1909 - Grażyna Bacewicz, compositrice polacca († 1969)
- 1909 - André Barsacq, regista, scenografo e direttore teatrale francese († 1973)
- 1909 - Ernesto Calindri, attore italiano († 1999)
- 1909 - Alfredo Conte, militare italiano († 1937)
- 1909 - Arthur Cunliffe, calciatore inglese († 1986)
- 1909 - Wagih El-Kashef, calciatore egiziano († 1973)
- 1909 - Ninon Fovieri, attrice statunitense († 1989)
- 1910 - Jorge Agostini, schermidore e rivoluzionario cubano († 1955)
- 1910 - Tullio Grassi, calciatore svizzero († 1985)
- 1910 - Marshall T. Meyer, rabbino statunitense († 1993)
- 1910 - Felipe Olivares, calciatore messicano
- 1910 - Felipe Rosas, calciatore messicano († 1986)
- 1910 - Francisco Varallo, calciatore e allenatore di calcio argentino († 2010)
- 1911 - Augusto Amaro, calciatore portoghese († 1968)
- 1911 - Jussi Björling, tenore svedese († 1960)
- 1911 - Ettore Fecchi, paroliere, sceneggiatore e regista italiano († 1972)
- 1911 - Reiner Kugler, calciatore cecoslovacco
- 1911 - Berto Perotti, germanista e scrittore italiano († 2005)
- 1911 - Tristano Torelli, fumettista e editore italiano
- 1912 - Josef Blösche, militare tedesco († 1969)
- 1912 - Ugo Bonafini, politico italiano († 1985)
- 1912 - Laura Breglia, numismatica italiana († 2003)
- 1912 - Josip Palada, tennista jugoslavo († 1994)
- 1912 - Willard Parker, attore statunitense († 1996)
- 1912 - Hedwig Potthast, tedesca († 1994)
- 1912 - Benedetto Richeldi, presbitero italiano († 1997)
- 1912 - Giuseppe Zeni, botanico italiano († 2007)
- 1913 - Roderick Learoyd, militare e aviatore britannico († 1996)
- 1913 - Rino Pachetti, partigiano e operaio italiano († 2000)
- 1913 - Henri Puppo, ciclista su strada italiano († 2011)
- 1913 - Enrico Reginato, medico e militare italiano († 1990)
- 1914 - William S. Burroughs, scrittore, saggista e pittore statunitense († 1997)
- 1914 - Alan Lloyd Hodgkin, fisiologo inglese († 1998)
- 1914 - Ferdinando Maggioni, vescovo cattolico italiano († 1998)
- 1914 - Silvius Magnago, politico e militare italiano († 2010)
- 1914 - Luigi Mattioni, architetto, urbanista e teorico dell'architettura italiano († 1961)
- 1915 - Gabriel Bernal Vargas, fumettista messicano († 2010)
- 1915 - Ugo Ceresa, calciatore italiano († 1990)
- 1915 - Gisela von Collande, attrice tedesca († 1960)
- 1915 - Robert Hofstadter, fisico statunitense († 1990)
- 1915 - Lawrence Morgan, cavaliere australiano († 1997)
- 1915 - Margaret Millar, scrittrice canadese († 1994)
- 1915 - Maria Simma, mistica austriaca († 2004)
- 1916 - Ugo Locatelli, calciatore italiano († 1993)
- 1917 - Otto Edelmann, basso austriaco († 2003)
- 1917 - Isuzu Yamada, attrice giapponese († 2012)
- 1918 - Vincenzo Fagiolo, cardinale e arcivescovo cattolico italiano († 2000)
- 1918 - Gara Garayev, compositore sovietico († 1982)
- 1918 - Edith Alice Müller, matematica e astronoma spagnola († 1995)
- 1918 - Eraldo Volontè, sassofonista italiano († 2003)
- 1919 - Red Buttons, attore e doppiatore statunitense († 2006)
- 1919 - Cornelia Fort, aviatrice statunitense († 1943)
- 1919 - Tim Holt, attore statunitense († 1973)
- 1919 - Andreas Papandreou, politico e economista greco († 1996)
- 1919 - George Preddy, militare e aviatore statunitense († 1944)
- 1919 - Anatolij Michajlovič Rybakov, regista cinematografico sovietico († 1962)
- 1920 - Antonio Tantay, cestista filippino († 1988)
- 1920 - Enrico Theodoli, militare e aviatore italiano († 1941)
- 1921 - Ken Adam, scenografo britannico († 2016)
- 1921 - Zbigniew Czajkowski, schermidore polacco († 2019)
- 1921 - John Pritchard, direttore d'orchestra britannico († 1989)
- 1921 - Lise Thiry, biologa e virologa belga († 2024)
- 1921 - Aldo Trionfo, regista teatrale e attore teatrale italiano († 1989)
- 1922 - Gino Cantoni, calciatore italiano († 2008)
- 1922 - Alain de Changy, pilota automobilistico belga († 1994)
- 1922 - Jiří Rubáš, allenatore di calcio e calciatore cecoslovacco († 2005)
- 1922 - Bogdan Śliwa, scacchista polacco († 2003)
- 1923 - Wolfango Dalla Vecchia, compositore, organista e direttore d'orchestra italiano († 1994)
- 1923 - Coulby Gunther, cestista e allenatore di pallacanestro statunitense († 2005)
- 1923 - Agustín Mestres, nuotatore e pallanuotista spagnolo († 1999)
- 1923 - Vladimir Abramovič Rogovoj, regista sovietico († 1983)
- 1923 - Hans Siegenthaler, calciatore svizzero († 2007)
- 1923 - Carlo Vichi, imprenditore e dirigente d'azienda italiano († 2021)
- 1924 - Milorad Diskić, calciatore jugoslavo († 1995)
- 1924 - Duraisamy Simon Lourdusamy, cardinale e arcivescovo cattolico indiano († 2014)
- 1924 - Aleksandr Matveevič Matrosov, militare sovietico († 1943)
- 1924 - Selma Meerbaum-Eisinger, poetessa tedesca († 1942)
- 1924 - Enrico Pavanello, dirigente sportivo e arbitro di pallacanestro italiano († 2016)
- 1925 - Alfredo Danti, annunciatore televisivo italiano († 2005)
- 1925 - Karel De Baere, ciclista su strada e pistard belga († 1985)
- 1925 - Atilio López, calciatore paraguaiano († 2016)
- 1925 - Mario Monti, scrittore, curatore editoriale e giornalista italiano († 1999)
- 1925 - Luigi Panigazzi, politico e partigiano italiano († 2021)
- 1925 - Giovanni Perissinotto, calciatore e allenatore di calcio italiano († 2017)
- 1925 - Mansueto Viezzer, compositore italiano († 2009)
- 1926 - Fazio Fabbrini, politico e partigiano italiano († 2018)
- 1926 - Stefan Gierasch, attore statunitense († 2014)
- 1926 - Lars Huldén, scrittore, traduttore e linguista finlandese († 2016)
- 1926 - Marcello Muccini, pittore italiano († 1978)
- 1926 - Giorgio Olcese, ingegnere, architetto e urbanista italiano
- 1927 - Giulio Caradonna, politico italiano († 2009)
- 1927 - Val Dufour, attore statunitense († 2000)
- 1927 - Mario Forlivesi, calciatore italiano († 1945)
- 1927 - Nils-Åke Sandell, calciatore svedese († 1992)
- 1927 - Francesco Sparacio, presbitero, educatore e teologo italiano († 1999)
- 1927 - Jacob Louis Veldhuyzen van Zanten, aviatore olandese († 1977)
- 1928 - Francis Cheetham, scrittore britannico († 2005)
- 1928 - Raúl Conti, calciatore argentino († 2004)
- 1928 - Tage Danielsson, regista, sceneggiatore e scrittore svedese († 1985)
- 1928 - Osvaldo Di Lembo, politico italiano († 2016)
- 1928 - Edmund Keeley, scrittore, traduttore e saggista statunitense († 2022)
- 1928 - Al Masino, cestista statunitense († 2006)
- 1928 - Giovanni Ruggeri, giornalista e scrittore italiano († 2006)
- 1928 - Gunārs Siliņš, cestista sovietico († 2001)
- 1929 - Hal Blaine, batterista statunitense († 2019)
- 1929 - Bruce Bourke, nuotatore e pallanuotista australiano († 2023)
- 1929 - Luc Ferrari, compositore francese († 2005)
- 1929 - Vinicio Lazzarini, ex calciatore italiano
- 1929 - Tiberio Murgia, attore italiano († 2010)
- 1929 - Domenico Rosati, politico, sindacalista e giornalista italiano († 2024)
- 1929 - Fred Sinowatz, politico austriaco († 2008)
- 1929 - Giancarlo Tesini, politico e dirigente sportivo italiano († 2023)
- 1930 - Marie Corridon, nuotatrice statunitense († 2010)
- 1930 - Edoardo Salzano, ingegnere e urbanista italiano († 2019)
- 1930 - Ulf Söderblom, direttore d'orchestra e docente finlandese († 2016)
- 1930 - Laura Villa, cantante italiana († 2012)
- 1930 - Ilon Wikland, illustratrice estone
- 1931 - Antonietta De Simone, paroliera italiana († 2023)
- 1931 - Adriana Lazzarini, mezzosoprano italiano
- 1931 - Giovanni Marra, arcivescovo cattolico italiano († 2018)
- 1931 - Carlo Pace, economista e politico italiano († 2003)
- 1931 - Vincenzo Palazzotto, architetto italiano († 2005)
- 1931 - Krystyna Radzikowska, scacchista polacca († 2006)
- 1931 - Francisco Sendra, calciatore spagnolo († 2016)
- 1931 - Horst Tüller, ciclista su strada tedesco († 2001)
- 1931 - Guido Valabrega, storico italiano († 2000)
- 1932 - Giuseppe Berton, missionario italiano († 2013)
- 1932 - Antonio Colomban, calciatore e allenatore di calcio italiano († 2020)
- 1932 - Cesare Maldini, calciatore e allenatore di calcio italiano († 2016)
- 1932 - Valentino Manzoni, politico italiano
- 1932 - Mila Pieralli, politica italiana († 2013)
- 1932 - Hiroaki Satō, calciatore giapponese († 1988)
- 1933 - Jörn Donner, scrittore e politico finlandese († 2020)
- 1933 - Joaquín Hernández, cestista e allenatore di pallacanestro spagnolo († 1965)
- 1933 - Bryan Stanley Johnson, scrittore, poeta e critico letterario inglese († 1973)
- 1933 - Anatolij Lutikov, scacchista sovietico († 1989)
- 1933 - Miloš Milutinović, calciatore e allenatore di calcio jugoslavo († 2003)
- 1933 - Rinaldo Smordoni, attore italiano († 2024)
- 1933 - Erio Testi, imprenditore e progettista italiano († 2008)
- 1933 - Francesco Villa, pilota motociclistico e imprenditore italiano († 2020)
- 1933 - Miguel d'Escoto Brockmann, presbitero, politico e diplomatico nicaraguense († 2017)
- 1934 - Hank Aaron, giocatore di baseball statunitense († 2021)
- 1934 - Dobrosav Krstić, calciatore jugoslavo († 2015)
- 1934 - Emmanuel Oblitey, calciatore ghanese († 2023)
- 1934 - Ignaz Puschnik, calciatore austriaco († 2020)
- 1934 - Giovanni Saponara, poliziotto italiano († 1976)
- 1935 - Max Deubel, pilota motociclistico tedesco
- 1935 - Jack Findlay, pilota motociclistico australiano († 2007)
- 1935 - Alex Harvey, musicista e cantante scozzese († 1982)
- 1935 - Shōgō Kuniba, artista marziale giapponese († 1992)
- 1935 - Bill McCadney, cestista portoricano († 2009)
- 1935 - Michele Miraglia, politico italiano († 2023)
- 1935 - Piergiorgio Strata, neuroscienziato italiano
- 1935 - Charles Wesley Turnbull, politico statunitense († 2022)
- 1935 - Yang Boyong, ex cestista e allenatore di pallacanestro cinese
- 1936 - Paolo Farneti, saggista italiano († 1980)
- 1936 - Arturo Gentili, calciatore italiano († 2021)
- 1936 - Claude Giraud, attore e doppiatore francese († 2020)
- 1936 - Michel Rousseau, pistard francese († 2016)
- 1936 - Norma Thrower, ex ostacolista australiana
- 1936 - June Tyson, cantante e violinista statunitense († 1992)
- 1937 - Mario Cardinali, giornalista e scrittore italiano
- 1937 - Mario Coppola, fisico italiano († 2011)
- 1937 - Stephen L. Harris, docente e biblista statunitense († 2019)
- 1937 - Joe Lewis, imprenditore inglese
- 1937 - Gaston Roelants, ex siepista, mezzofondista e maratoneta belga
- 1938 - Diana Deutsch, psicologa e docente britannica
- 1938 - Giancarlo Giammetti, imprenditore italiano
- 1938 - Arnaldo Gruarin, rugbista a 15 francese († 2025)
- 1938 - John Guare, drammaturgo statunitense
- 1938 - Jesús Herrera Alonso, calciatore spagnolo († 1962)
- 1938 - David O'Connor, egittologo e archeologo australiano († 2022)
- 1938 - Federico Scianò, giornalista italiano († 2001)
- 1938 - Ula Stöckl, regista, sceneggiatrice e attrice tedesca
- 1938 - Edgar Thiele, ex pallanuotista tedesco orientale
- 1939 - Carl Thompson, liutaio statunitense
- 1939 - Jack Yerman, ex velocista statunitense
- 1940 - Bodo Bittner, bobbista tedesco († 2012)
- 1940 - Manuel Bueno, ex calciatore spagnolo
- 1940 - Alberto Eva, scrittore italiano († 2022)
- 1940 - H. R. Giger, pittore, designer e scultore svizzero († 2014)
- 1940 - Luke Graham, wrestler statunitense († 2006)
- 1940 - Barry Hoban, ciclista su strada e pistard britannico († 2025)
- 1940 - Richard King, tecnico del suono statunitense
- 1940 - Roland Mitoraj, ex calciatore francese
- 1940 - Gaspare Mutolo, mafioso, collaboratore di giustizia e pittore italiano
- 1940 - Krystyna Pabjańczyk, cestista polacca († 2015)
- 1940 - Panamarenko, pittore, scultore e inventore belga († 2019)
- 1940 - Dick Warlock, attore e stuntman statunitense
- 1941 - Remo Barbiani, ex calciatore italiano
- 1941 - Stephen J. Cannell, produttore televisivo, sceneggiatore e produttore cinematografico statunitense († 2010)
- 1941 - Pat Courtney, ex calciatore irlandese
- 1941 - Alessandro Duce, storico e politico italiano
- 1941 - Elizabeth Greene, sciatrice alpina canadese († 2023)
- 1941 - Vadim Guljaev, pallanuotista sovietico († 1999)
- 1941 - Rick Laird, bassista irlandese († 2021)
- 1941 - Muzzi Loffredo, cantante, attrice e regista italiana († 2017)
- 1941 - Juan Carlos Morrone, allenatore di calcio e ex calciatore argentino
- 1941 - David Selby, attore statunitense
- 1941 - Barrett Strong, cantautore e paroliere statunitense († 2023)
- 1941 - Quintilio Tombolini, giornalista e dirigente d'azienda italiano († 2020)
- 1941 - Kaspar Villiger, imprenditore e politico svizzero
- 1942 - Graziano Ciocia, politico italiano
- 1942 - Gaetano Cortese, diplomatico e ambasciatore italiano
- 1942 - Susan Hill, scrittrice, drammaturga e editrice britannica
- 1942 - Andrej Klinar, sciatore alpino sloveno († 2011)
- 1942 - Giovanni Innocenzo Martinelli, vescovo cattolico italiano († 2019)
- 1942 - Emilio Mazzoli, gallerista e editore italiano
- 1942 - Roger Staubach, ex giocatore di football americano statunitense
- 1943 - Nolan Bushnell, ingegnere e imprenditore statunitense
- 1943 - Gianna Gissi, costumista italiana
- 1943 - Michael Mann, regista, sceneggiatore e produttore cinematografico statunitense
- 1943 - Renato Marengo, conduttore radiofonico, produttore discografico e giornalista italiano
- 1943 - Craig Morton, ex giocatore di football americano statunitense
- 1943 - Giancarlo Prete, attore, doppiatore e direttore del doppiaggio italiano († 2001)
- 1943 - Giuseppe Ravano, cavaliere italiano
- 1943 - Sergej Rožkov, ex calciatore e allenatore di calcio sovietico
- 1943 - Shamseddin Seyed-Abbassi, lottatore iraniano († 2004)
- 1943 - Dušan Uhrin, allenatore di calcio e ex calciatore cecoslovacco
- 1943 - Manuel Luís dos Santos, ex calciatore portoghese
- 1943 - Ivan Čerepnin, compositore statunitense († 1998)
- 1944 - Yōsuke Akimoto, doppiatore e attore giapponese
- 1944 - Osvaldo Angeli, politico italiano
- 1944 - John Beasley, cestista statunitense († 2022)
- 1944 - James B. Cobb Jr., chitarrista, tastierista e cantante statunitense († 2019)
- 1944 - Kemal Erdenay, ex cestista e allenatore di pallacanestro turco
- 1944 - Ron Filipek, cestista statunitense († 2005)
- 1944 - Piero Focaccia, cantante italiano
- 1944 - Henfil, scrittore, disegnatore e umorista brasiliano († 1988)
- 1944 - Heinz Hofmann, filologo classico tedesco
- 1944 - Al Kooper, musicista statunitense
- 1944 - Wim Kras, calciatore olandese († 2023)
- 1944 - Dominique Lecourt, filosofo francese († 2022)
- 1944 - Thekla Carola Wied, attrice tedesca
- 1945 - Fernando Benatti, ex calciatore italiano
- 1945 - Michael Aidan Courtney, arcivescovo cattolico irlandese († 2003)
- 1945 - Mino Denti, ex ciclista su strada italiano
- 1945 - Joe Fascione, allenatore di calcio e calciatore scozzese († 2019)
- 1945 - Ramzi Garmou, arcivescovo cattolico iracheno
- 1945 - Say Chhum, politico cambogiano
- 1945 - Sarah Weddington, avvocatessa e politica statunitense († 2021)
- 1945 - Giorgio Zappa, dirigente d'azienda e dirigente pubblico italiano († 2025)
- 1946 - Hilary Alexander, giornalista neozelandese († 2023)
- 1946 - Robert Atkins, politico britannico
- 1946 - Rinaldo Del Monte, cantautore italiano
- 1946 - Felipe de Jesús Estévez, vescovo cattolico cubano
- 1946 - Dieter Kuprella, cestista e allenatore di pallacanestro tedesco († 2025)
- 1946 - Piero Nissim, musicista, esperantista e burattinaio italiano
- 1946 - Gianni Oddi, sassofonista italiano
- 1946 - Mauro Pagani, polistrumentista, compositore e produttore discografico italiano
- 1946 - Kerstin Palm, ex schermitrice svedese
- 1946 - Charlotte Rampling, attrice britannica
- 1946 - Stefano Rizzo, giornalista e scrittore italiano
- 1946 - David Sadler, ex calciatore inglese
- 1946 - Georgij Zažickij, ex schermidore sovietico
- 1947 - Eduardo Antunes Coimbra, allenatore di calcio e ex calciatore brasiliano
- 1947 - Mario Carnevale, ex calciatore italiano
- 1947 - Mary Cleave, astronauta e ingegnera statunitense († 2023)
- 1947 - Fausto Daolio, ex calciatore italiano
- 1947 - Regina Duarte, attrice brasiliana
- 1947 - Jenny Gröllmann, attrice tedesca († 2006)
- 1947 - Mieko Hirota, cantante giapponese († 2020)
- 1947 - Benoît Jacquot, regista e sceneggiatore francese
- 1947 - Ivan Leshinsky, ex cestista statunitense
- 1947 - Clemente Mastella, politico italiano
- 1947 - Agostinho Oliveira, allenatore di calcio e ex calciatore portoghese
- 1947 - Patrizia Paoletti Tangheroni, politica italiana
- 1947 - Darrell Waltrip, ex pilota automobilistico statunitense
- 1948 - Livio Besso Cordero, politico italiano († 2018)
- 1948 - Elco Brinkman, politico e funzionario olandese
- 1948 - Sven-Göran Eriksson, allenatore di calcio e dirigente sportivo svedese († 2024)
- 1948 - Christopher Guest, comico, regista e compositore statunitense
- 1948 - Barbara Hershey, attrice statunitense
- 1948 - Errol Morris, regista statunitense
- 1948 - Vladimir Sacharov, ex calciatore sovietico
- 1948 - Claudio Sicilia, mafioso e collaboratore di giustizia italiano († 1991)
- 1948 - Fred Taylor, ex cestista statunitense
- 1948 - Viera Tomanová, politica slovacca
- 1948 - Tom Wilkinson, attore britannico († 2023)
- 1949 - Gianfranco Agus, conduttore televisivo, personaggio televisivo e attore italiano
- 1949 - Norman Barratt, chitarrista inglese († 2011)
- 1949 - Kurt Beck, politico tedesco
- 1949 - David Sullivan, imprenditore e dirigente sportivo britannico
- 1949 - Andrea Vizzini, artista, pittore e scultore italiano
- 1949 - Hans Vosseler, ex nuotatore tedesco occidentale
- 1950 - Jonathan Freeman, attore, doppiatore e cantante statunitense
- 1950 - Jim Garvin, ex cestista statunitense
- 1950 - Jan Hordijk, ex tennista olandese
- 1951 - John Callahan, fumettista statunitense († 2010)
- 1951 - Rubén Cano, ex calciatore argentino
- 1951 - Massimo Giuliani, attore, doppiatore e direttore del doppiaggio italiano
- 1951 - Ryūsei Nakao, doppiatore, cantante e attore giapponese
- 1951 - Robin Sachs, attore e doppiatore britannico († 2013)
- 1951 - Mr. Pogo, wrestler giapponese († 2017)
- 1951 - Elizabeth Swados, musicista, compositrice e regista teatrale statunitense († 2016)
- 1951 - Joël Tanter, ex calciatore francese
- 1951 - Anahid Tasgian, ex sciatrice alpina italiana
- 1951 - Geraint Watkins, polistrumentista e cantautore britannico
- 1952 - John Andrews, ex tennista statunitense
- 1952 - Daniel Balavoine, cantautore francese († 1986)
- 1952 - Mustafa Cerić, imam bosniaco
- 1952 - Yoshinori Kanada, animatore giapponese († 2009)
- 1952 - Miguel Ángel Leyes, ex calciatore argentino
- 1952 - Juan Manuel Sánchez Gordillo, politico e sindacalista spagnolo
- 1953 - Freddie Aguilar, cantautore, compositore e musicista filippino († 2025)
- 1953 - Richard Aquilina, calciatore maltese († 2006)
- 1953 - Peter Arntz, ex calciatore olandese
- 1953 - John Beilein, allenatore di pallacanestro statunitense
- 1953 - Gustavo Benítez, ex calciatore e allenatore di calcio paraguaiano
- 1953 - Valerie Carter, cantante statunitense († 2017)
- 1953 - Luigi Caruso, politico italiano
- 1953 - Emilio Di Stefano, paroliere italiano
- 1953 - Václav Krondl, arbitro di calcio ceco
- 1953 - Duje Krstulović, ex cestista jugoslavo
- 1953 - Enrico Lanzi, calciatore e allenatore di calcio italiano († 2025)
- 1953 - Kate Trotter, attrice canadese
- 1954 - Dominique Besnehard, attore, produttore cinematografico e produttore televisivo francese
- 1954 - Giannina Braschi, scrittrice, poetessa e saggista portoricana
- 1954 - Agron Jano, architetto e pittore albanese († 2013)
- 1954 - Susan Kare, designer statunitense
- 1954 - Cliff Martinez, compositore e batterista statunitense
- 1954 - Robert Walter McElroy, cardinale e arcivescovo cattolico statunitense
- 1954 - Guy Novès, ex rugbista a 15 e allenatore di rugby a 15 francese
- 1955 - David Adiele, ex calciatore nigeriano
- 1955 - Guido Angelozzi, dirigente sportivo e ex calciatore italiano
- 1955 - Daniel John Felton, vescovo cattolico statunitense
- 1955 - Giovanni Mantovani, ex ciclista su strada e pistard italiano
- 1955 - Stefano Romagnoli, ex rugbista a 15 e allenatore di rugby a 15 italiano
- 1955 - Markus Ryffel, ex mezzofondista svizzero
- 1955 - Kenji Ōba, attore giapponese
- 1956 - Alfred Azzopardi, ex calciatore maltese
- 1956 - Alistair Blair, stilista scozzese
- 1956 - Vinnie Colaiuta, batterista statunitense
- 1956 - Gary Cole, dirigente sportivo, allenatore di calcio e ex calciatore australiano
- 1956 - Walter Corda, autore televisivo e attore italiano
- 1956 - Umberto Fiorentino, chitarrista italiano
- 1956 - Romuald Andrzej Klos, attore polacco
- 1956 - Betty Ong, statunitense († 2001)
- 1956 - Héctor Rebaque, pilota automobilistico messicano
- 1956 - Maria Testa, arciera italiana († 2009)
- 1956 - Andrea Vitali, scrittore italiano
- 1957 - Ciro Borriello, politico italiano
- 1957 - Roberto Cesati, dirigente sportivo e ex calciatore italiano
- 1957 - Nick Laird-Clowes, cantante, chitarrista e compositore britannico
- 1957 - Gaetano Angelo Antonio Maruccia, generale italiano
- 1957 - Paolo Rosola, dirigente sportivo, ex ciclista su strada e pistard italiano
- 1957 - Jüri Tamm, martellista, politico e dirigente sportivo estone († 2021)
- 1957 - Tarmo Uusivirta, pugile finlandese († 1999)
- 1957 - Craig Wilson, ex pallanuotista statunitense
- 1958 - Lourdes Berninzon, attrice, conduttrice televisiva e modella peruviana
- 1958 - Greg Boyer, ex pallanuotista statunitense
- 1958 - Catherine Butterfield, scrittrice, commediografa e attrice statunitense
- 1958 - Wendell Downswell, allenatore di calcio, dirigente sportivo e ex calciatore giamaicano
- 1958 - Mark Foo, surfista statunitense († 1994)
- 1958 - Fabrizio Frizzi, conduttore televisivo e conduttore radiofonico italiano († 2018)
- 1958 - Guylaine Isnard, ex cestista francese
- 1958 - Frank Pagelsdorf, allenatore di calcio e ex calciatore tedesco
- 1958 - Mauro Rabitti, allenatore di calcio, dirigente sportivo e ex calciatore italiano
- 1958 - Silvia Verdone, produttrice cinematografica e produttrice teatrale italiana
- 1959 - Jennifer Granholm, politica statunitense
- 1959 - Armando Husillos, allenatore di calcio e ex calciatore argentino
- 1959 - Dirk Koetter, allenatore di football americano statunitense
- 1959 - Serdar Koçyiğit, cestista turco († 2024)
- 1959 - Claudia Marsani, attrice italiana
- 1959 - Pino Masciari, imprenditore italiano
- 1959 - Jurij Pančenko, allenatore di pallavolo e ex pallavolista sovietico
- 1959 - Larry Rhoden, politico e imprenditore statunitense
- 1959 - Roberto Sessa, produttore cinematografico e produttore televisivo italiano
- 1959 - Mario Vaccari, vescovo cattolico italiano
- 1959 - Ottavio Vitale, vescovo cattolico italiano
- 1960 - Francesco Amici, tiratore a volo sammarinese
- 1960 - Pedro Angulo Arana, avvocato e politico peruviano
- 1960 - Arīs Christofellīs, sopranista greco
- 1960 - Micky Hazard, allenatore di calcio e ex calciatore inglese
- 1960 - Natsumi Itsuki, fumettista giapponese
- 1960 - Sanasar Oganisjan, ex lottatore armeno
- 1960 - Miriam Rodríguez Martínez, attivista messicana († 2017)
- 1960 - Masoud Soltanifar, politico e storico iraniano
- 1960 - Corny Thompson, ex cestista e allenatore di pallacanestro statunitense
- 1961 - Albert Anderson, ex rugbista a 15 neozelandese
- 1961 - Dietmar Bär, attore tedesco
- 1961 - Clyde Duncan, giocatore di football americano statunitense († 2015)
- 1961 - Paolo Fox, astrologo e personaggio televisivo italiano
- 1961 - Andrea Haaser, ex sciatrice alpina austriaca
- 1961 - France Jamet, politica francese
- 1961 - Stefano Lepri, politico italiano
- 1961 - Tim Meadows, attore statunitense
- 1961 - Souad Sbai, saggista e politica italiana
- 1961 - Andrea Segrè, agronomo e economista italiano
- 1961 - Luca Silvestrin, cestista italiano († 2021)
- 1961 - Erminio Sinni, cantautore italiano
- 1961 - Bruce Timm, animatore, fumettista e sceneggiatore statunitense
- 1961 - Flordelis, cantante e politica brasiliana
- 1962 - Nicola Barile, sceneggiatore, regista e editore italiano
- 1962 - David Joseph Bonnar, vescovo cattolico statunitense
- 1962 - Julie Harrington, ex tennista statunitense
- 1962 - Jennifer Jason Leigh, attrice statunitense
- 1962 - Peppi Nocera, autore televisivo, compositore e scrittore italiano
- 1962 - Herbert Renoth, allenatore di sci alpino e ex sciatore alpino tedesco
- 1962 - Edgard Scandurra, cantante, musicista e polistrumentista brasiliano
- 1962 - Tommy Skeoch, chitarrista e compositore statunitense
- 1963 - Pako Ayestarán, allenatore di calcio e ex calciatore spagnolo
- 1963 - Tebaldo Bigliardi, ex calciatore italiano
- 1963 - Vincenzo Esposito, allenatore di calcio e ex calciatore italiano
- 1963 - Goran Jurić, ex calciatore croato
- 1963 - Selim Mouzannar, gioielliere e attivista libanese
- 1963 - Philippe Rozier, cavaliere francese
- 1963 - Steven Shainberg, regista e produttore cinematografico statunitense
- 1964 - Helena Bergström, attrice e regista svedese
- 1964 - Diego De Silva, scrittore, giornalista e sceneggiatore italiano
- 1964 - Pascal de Duve, scrittore belga († 1993)
- 1964 - Rob Grabert, ex pallavolista olandese
- 1964 - Laura Linney, attrice statunitense
- 1964 - Duff McKagan, polistrumentista e cantante statunitense
- 1964 - Carolina Morace, politica, allenatrice di calcio e ex calciatrice italiana
- 1964 - Jim Pugh, ex tennista statunitense
- 1964 - Antti Pääkkönen, attore e doppiatore finlandese
- 1964 - Martha Fiennes, regista, produttrice cinematografica e scrittrice britannica
- 1964 - Stojna Vangelovska, ex cestista jugoslava
- 1964 - Alexia Vassiliou, cantante cipriota
- 1965 - Tarik Benhabiles, allenatore di tennis e ex tennista francese
- 1965 - Marisa Comelli, ex cestista italiana
- 1965 - Alessandro Duran, ex pugile italiano
- 1965 - Lamberto Garzia, poeta italiano
- 1965 - Gheorghe Hagi, allenatore di calcio, dirigente sportivo e ex calciatore rumeno
- 1965 - Anna Lana, doppiatrice, dialoghista e direttrice del doppiaggio italiana
- 1965 - Iain MacLean, ex cestista e allenatore di pallacanestro britannico
- 1965 - Alessandro Maiorino, bassista e compositore italiano
- 1965 - Quique Sánchez Flores, allenatore di calcio e ex calciatore spagnolo
- 1965 - Ralf Scheepers, cantante tedesco
- 1965 - Grethe Svensen, cantante norvegese
- 1965 - Mark Turgeon, ex cestista e allenatore di pallacanestro statunitense
- 1965 - César Vea, attore e produttore cinematografico spagnolo
- 1965 - Andreas Vogler, ex calciatore tedesco
- 1966 - Gennaro Carotenuto, storico e giornalista italiano
- 1966 - Natal'ja Kaspersky, imprenditrice russa
- 1966 - Stojan Ivković, ex cestista e allenatore di pallacanestro montenegrino
- 1966 - Nicklas Kroon, ex tennista svedese
- 1966 - José María Olazábal, golfista spagnolo
- 1966 - Misty Oldland, cantautrice e produttrice discografica britannica
- 1966 - Roberto Onorati, dirigente sportivo e ex calciatore italiano
- 1966 - Rok Petrovič, sciatore alpino sloveno († 1993)
- 1966 - Dan Serfaty, imprenditore francese
- 1966 - Vincent Tulli, attore francese
- 1966 - Vivian Wu, attrice cinese
- 1967 - Ólafur Elíasson, artista danese
- 1967 - Alexandre Najjar, scrittore e avvocato libanese
- 1967 - Chris Parnell, attore, doppiatore e comico statunitense
- 1968 - Andreas Aabel, ballerino e coreografo norvegese
- 1968 - Roberto Alomar, ex giocatore di baseball portoricano
- 1968 - Héctor Bidoglio, allenatore di calcio e ex calciatore argentino
- 1968 - Enrico Cappelletti, politico italiano
- 1968 - Mevlüt Çavuşoğlu, politico turco
- 1968 - Donato Di Monte, ex cestista e dirigente sportivo italiano
- 1968 - Will Furrer, ex giocatore di football americano statunitense
- 1968 - Marcus Grönholm, ex pilota di rally finlandese
- 1968 - Spas Natov, cestista bulgaro († 2021)
- 1968 - Regina Rajchrtová, ex tennista cecoslovacca
- 1968 - Peter Woodring, ex calciatore statunitense
- 1969 - Fortunato Arena, carabiniere italiano († 1992)
- 1969 - Alessandra Bencini, politica italiana
- 1969 - Bobby Brown, cantautore, rapper e ballerino statunitense
- 1969 - Tony Dobson, ex calciatore inglese
- 1969 - Billy Dodds, allenatore di calcio e ex calciatore scozzese
- 1969 - Edmond Dosti, ex calciatore albanese
- 1969 - Doug Gilbert, wrestler statunitense
- 1969 - Andy Hinchcliffe, ex calciatore inglese
- 1969 - Hidenobu Kiuchi, doppiatore giapponese
- 1969 - Gaylon Nickerson, ex cestista statunitense
- 1969 - Wim Opbrouck, attore belga
- 1969 - Marco Podeschi, politico sammarinese
- 1969 - Derek Stephen Prince, attore e doppiatore statunitense
- 1969 - Michael Sheen, attore britannico
- 1970 - Lizzie Cundy, attrice, conduttrice televisiva e personaggio televisivo britannica
- 1970 - Arabella Field, attrice e produttrice cinematografica statunitense
- 1970 - John Hackworth, allenatore di calcio e ex calciatore statunitense
- 1970 - Daniel Aníbal Hernández, ex calciatore argentino
- 1970 - Luis Alberto Huamán Camayo, arcivescovo cattolico peruviano
- 1970 - Jean-Marc Jaumin, ex cestista e allenatore di pallacanestro belga
- 1970 - Astrid Kumbernuss, ex pesista e discobola tedesca
- 1970 - Karin Periginelli, ex multiplista italiana
- 1970 - Joan Francesc Ferrer Sicilia, allenatore di calcio e ex calciatore spagnolo
- 1970 - Rubén Serrano Calvo, scrittore, giornalista e fumettista spagnolo
- 1970 - Michał Śliwiński, ex canoista sovietico
- 1970 - Pesach Wolicki, rabbino, scrittore e educatore israeliano
- 1971 - Çlirim Bashi, ex calciatore albanese
- 1971 - Tesfaye Bekele, ex mezzofondista e maratoneta etiope
- 1971 - Peter Cipollone, ex canottiere statunitense
- 1971 - Myndy Crist, attrice statunitense
- 1971 - Sara Evans, cantautrice statunitense
- 1971 - Dennis Hall, lottatore statunitense
- 1971 - Sophie Lefranc-Duvillard, sciatrice alpina francese († 2017)
- 1971 - Elena Maccanti, giornalista e politica italiana
- 1971 - Manuel Milana, ex calciatore italiano
- 1971 - Terézia Mora, scrittrice ungherese
- 1971 - Dianne Norman, ex cestista canadese
- 1971 - Fabrizio Palermo, dirigente d'azienda italiano
- 1971 - Tyrone Rush, ex giocatore di football americano e attore statunitense
- 1971 - Andrea Vieira, ex tennista brasiliana
- 1972 - Davide Calì, fumettista e scrittore italiano
- 1972 - Michelangelo Crispi, ex canottiere e dirigente sportivo italiano
- 1972 - Concetta Damante, politica italiana
- 1972 - Mary Donaldson, regina danese
- 1972 - Gao Jianbin, ex calciatore cinese
- 1972 - Luke Greenfield, regista, sceneggiatore e produttore televisivo statunitense
- 1972 - Nicole Humbert, ex astista tedesca
- 1973 - Kobi Baloul, ex cestista israeliano
- 1973 - Davide Bonora, allenatore di pallacanestro, dirigente sportivo e ex cestista italiano
- 1973 - Deng Yaping, tennistavolista cinese
- 1973 - Olli-Pekka Laine, bassista e compositore finlandese
- 1973 - Richard Matvichuk, ex hockeista su ghiaccio canadese
- 1973 - David Meunier, attore statunitense
- 1973 - Trijntje Oosterhuis, cantante olandese
- 1973 - Serhij Šaptala, generale ucraino
- 1973 - Luca Usberti, ex cestista italiano
- 1973 - Álvaro de Miranda Neto, cavaliere brasiliano
- 1974 - Jesper Blomqvist, allenatore di calcio, ex calciatore e cuoco svedese
- 1974 - Michele Cadei, pilota motonautico e dirigente sportivo italiano
- 1974 - Elos Elonga-Ekakia, ex calciatore congolese (Repubblica Democratica del Congo)
- 1974 - Erica Johansson, ex lunghista svedese
- 1974 - Adrienne Johnson, ex cestista statunitense
- 1974 - Goran Kalamiza, ex cestista croato
- 1974 - Omarosa Manigault, attrice, personaggio televisivo e politica statunitense
- 1974 - Nicola Minessi, ex cestista e dirigente sportivo italiano
- 1974 - Juha Tapio, cantante finlandese
- 1974 - Andrea Turato, allenatore di calcio e ex calciatore italiano
- 1974 - Sibelis Veranes, ex judoka cubana
- 1974 - Stefanie Wegeler, ex cestista tedesca
- 1975 - Giovanni van Bronckhorst, allenatore di calcio e ex calciatore olandese
- 1975 - Adam Carson, batterista statunitense
- 1975 - James Cox, regista e sceneggiatore statunitense
- 1975 - Daniel Dangl, regista, sceneggiatore e attore slovacco
- 1975 - Denys Hotfrid, ex sollevatore ucraino
- 1975 - Nordin Jbari, ex calciatore belga
- 1975 - André Mathes, ex giocatore di football americano tedesco
- 1975 - Brainpower, rapper belga
- 1975 - Annika Walter, ex tuffatrice tedesca orientale
- 1976 - John Aloisi, allenatore di calcio e ex calciatore australiano
- 1976 - Abhishek Bachchan, attore indiano
- 1976 - Laïd Bessou, ex siepista algerino
- 1976 - William Child-Villiers, X conte di Jersey, nobile britannico
- 1976 - Nancy Feber, ex tennista belga
- 1976 - Tony Jaa, artista marziale, attore e stuntman thailandese
- 1976 - Brian Moorman, giocatore di football americano statunitense
- 1976 - Andrew Morgan, astronauta statunitense
- 1976 - Jopie van Oudtshoorn, ex velocista sudafricano
- 1976 - Vibeke Saugestad, cantante norvegese
- 1976 - Martín Scelzo, ex rugbista a 15 argentino
- 1976 - Attila Sávolt, ex tennista, allenatore di tennis e telecronista sportivo ungherese
- 1976 - Anton Šoltís, allenatore di calcio e ex calciatore slovacco
- 1977 - Ben Ainslie, velista inglese
- 1977 - Simone Cristicchi, cantautore, attore teatrale e scrittore italiano
- 1977 - José Delfim, ex calciatore portoghese
- 1977 - Ivan Đurđević, allenatore di calcio e ex calciatore serbo
- 1977 - Barbara Floridia, politica italiana
- 1977 - Pavel Novotný, ex attore pornografico ceco
- 1977 - Rodrigo Núñez, ex calciatore cileno
- 1977 - Sergio Pachón, ex calciatore spagnolo
- 1977 - Pilar, cantautrice italiana
- 1977 - Iker Pou, arrampicatore spagnolo
- 1977 - Andrejs Prohorenkovs, calciatore lettone († 2025)
- 1977 - Elin Topuzakov, allenatore di calcio e ex calciatore bulgaro
- 1978 - Mustafa Shehdeh, ex calciatore giordano
- 1978 - Catalina Ines Acosta, modella colombiana
- 1978 - Vast Aire, rapper statunitense
- 1978 - Chantal Demming, attrice olandese
- 1978 - Vania Millán, modella spagnola
- 1978 - Antonino Minardo, politico italiano
- 1978 - Mohamed Ousserir, allenatore di calcio e ex calciatore algerino
- 1978 - Austin Ramirez, ex nuotatore statunitense
- 1978 - Shawn Reaves, attore statunitense
- 1978 - Samuel Sánchez, ex ciclista su strada spagnolo
- 1978 - Tal Shaked, scacchista statunitense
- 1978 - Anvarjon Soliev, ex calciatore uzbeko
- 1978 - Jairon Zamora, ex calciatore ecuadoriano
- 1978 - Zhang Guirong, ex pesista cinese
- 1979 - Alex Baresi, ex attore pornografico e modello italiano
- 1979 - Camille Cooper, ex cestista statunitense
- 1979 - Stephan David, calciatore trinidadiano
- 1979 - Muhammad Ali d'Egitto, principe egiziano
- 1979 - Wesley Eisold, cantante e musicista statunitense
- 1979 - Paulo Gonçalves, pilota motociclistico portoghese († 2020)
- 1979 - Mirko Hrgović, allenatore di calcio e ex calciatore bosniaco
- 1979 - Steve Lekoelea, ex calciatore sudafricano
- 1979 - Tom May, rugbista a 15 inglese
- 1979 - Ilaria Salvatori, ex schermitrice italiana
- 1979 - Dan Vîlceanu, politico rumeno
- 1979 - Zhou Ting, calciatore cinese
- 1980 - Manaf Abushgeer, ex calciatore saudita
- 1980 - Abdul Karim Ahmed, ex calciatore ghanese
- 1980 - Federica Ciampoli, ex cestista italiana
- 1980 - Reginald Davani, allenatore di calcio e ex calciatore papuano
- 1980 - Elias Debesa, calciatore eritreo
- 1980 - Markel Irizar, ex ciclista su strada spagnolo
- 1980 - Paul Kirui, maratoneta keniota
- 1980 - Smiljan Pavič, cestista sloveno
- 1980 - Vanesa Pires, ex cestista argentina
- 1980 - Juan José Ruiz, ex giocatore di calcio a 5 guatemalteco
- 1980 - Tiwa Savage, cantante, compositrice e attrice nigeriana
- 1980 - Jo Swinson, politica britannica
- 1980 - Shinya Tanoue, ex calciatore giapponese
- 1980 - Robin Vik, ex tennista ceco
- 1981 - Wesam Rizik, allenatore di calcio e ex calciatore qatariota
- 1981 - Adassa, cantautrice e attrice statunitense
- 1981 - Zied Bhairi, ex calciatore tunisino
- 1981 - Benoît Chauvet, fondista francese
- 1981 - Branislav Fodrek, allenatore di calcio e ex calciatore slovacco
- 1981 - Sara Foster, modella e attrice statunitense
- 1981 - Mia Hansen-Løve, regista e sceneggiatrice francese
- 1981 - Crystle Lightning, attrice canadese
- 1981 - Francesco Musolino, giornalista e scrittore italiano
- 1981 - José Pinto, ex rugbista a 15 portoghese
- 1981 - Pape Thiaw, allenatore di calcio e ex calciatore senegalese
- 1981 - Loukas Vyntra, ex calciatore ceco
- 1981 - Nora Zehetner, attrice statunitense
- 1981 - Julie Zenatti, cantante francese
- 1982 - Luigi Di Costanzo, pallanuotista italiano
- 1982 - Deidra Dionne, ex sciatrice freestyle canadese
- 1982 - Sean Forbes, rapper statunitense
- 1982 - Nicolas Gilsoul, copilota di rally belga
- 1982 - Tim Heinz, ex calciatore lussemburghese
- 1982 - Michael Horvath, ex calciatore austriaco
- 1982 - Patrick Iwosso, ex calciatore congolese (Repubblica del Congo)
- 1982 - Kaz James, cantante e disc jockey australiano
- 1982 - Marc Kennedy, giocatore di curling canadese
- 1982 - Yū Kobayashi, doppiatrice giapponese
- 1982 - Tomáš Kopecký, hockeista su ghiaccio slovacco
- 1982 - Eleonora Lascala, ex cestista italiana
- 1982 - Romy Logsch, ex bobbista tedesca
- 1982 - Rodrigo Palacio, ex calciatore argentino
- 1982 - Pablo Palacios, ex calciatore ecuadoriano
- 1982 - Ricardo Pessoa, ex calciatore portoghese
- 1982 - Evelyn Salgado Pineda, politica messicana
- 1982 - Christoph Schubert, hockeista su ghiaccio tedesco
- 1982 - Filippo Strocchi, attore teatrale, cantante e ballerino italiano
- 1982 - Jennifer Suhr, ex astista statunitense
- 1982 - Wheesung, cantante sudcoreano († 2025)
- 1982 - Pumwaree Yodkamol, attrice thailandese
- 1983 - Mohamed Al Zeno, calciatore siriano
- 1983 - Adi Bichman, ex nuotatrice israeliana
- 1983 - Travon Bryant, ex cestista e allenatore di pallacanestro statunitense
- 1983 - Alexandru Cheltuială, ex calciatore moldavo
- 1983 - Sayed Mohamed Adnan, calciatore bahreinita
- 1983 - David Huynh, attore canadese
- 1983 - Meghan Musnicki, canottiera statunitense
- 1983 - Baby K, cantautrice e rapper italiana
- 1983 - Eliseo Quintanilla, calciatore salvadoregno
- 1983 - Carlos Rivera, cestista portoricano
- 1983 - Vanessa Rousso, giocatrice di poker statunitense
- 1983 - Hiroko Sano, ex calciatrice giapponese
- 1983 - Steve Wachalski, ex cestista tedesco
- 1983 - Tiffany Williams, ostacolista e velocista statunitense
- 1983 - Yoon Jae-young, tennistavolista sudcoreano
- 1984 - Antonio Caso, politico italiano
- 1984 - Edgaras Česnauskis, ex calciatore lituano
- 1984 - Erika, cantante italiana
- 1984 - Julien Espinosa, allenatore di pallacanestro francese
- 1984 - Sasha Gradiva, cantautrice russa
- 1984 - David Álvarez Aguirre, ex calciatore spagnolo
- 1984 - Jonathan Kim, astronauta statunitense
- 1984 - Mister You, rapper francese
- 1984 - Rob Mayth, disc jockey e produttore discografico tedesco
- 1984 - Trond Olsen, ex calciatore norvegese
- 1984 - Marko Perić, giocatore di calcio a 5 serbo
- 1984 - Ludovic Sylvestre, ex calciatore francese
- 1984 - Carlos Tévez, allenatore di calcio e ex calciatore argentino
- 1984 - Petter Vaagan Moen, ex calciatore norvegese
- 1984 - Nicole Wilkins-Lee, culturista statunitense
- 1985 - Ramel Bradley, ex cestista statunitense
- 1985 - Jamie Brewer, attrice statunitense
- 1985 - Fabien Farnolle, ex calciatore francese
- 1985 - Vicki Chase, attrice pornografica statunitense
- 1985 - Cristiano Ronaldo, calciatore portoghese
- 1985 - Francesco De Biasio, hockeista su ghiaccio italiano
- 1985 - Rudy Haddad, ex calciatore francese
- 1985 - Crystal Hunt, attrice statunitense
- 1985 - Stefan Iten, ex calciatore svizzero
- 1985 - Lloyd Johansson, rugbista a 15 australiano
- 1985 - Laurence Maroney, ex giocatore di football americano statunitense
- 1985 - Lucia Mazzotti, ex sciatrice alpina italiana
- 1985 - Pentagón Jr., wrestler messicano
- 1985 - Renata Pliś, mezzofondista polacca
- 1985 - Steve Purdy, ex calciatore statunitense
- 1985 - Elena Radonicich, attrice italiana
- 1985 - Francesco Paolo Saia, ex arbitro di calcio italiano
- 1985 - Olga Šapoval, modella e attrice ucraina
- 1985 - Tatiana Silva, modella belga
- 1985 - Zack Wright, ex cestista statunitense
- 1986 - Niels Albert, dirigente sportivo, ex ciclocrossista e ciclista su strada belga
- 1986 - Elizabeth Alderfer, attrice statunitense
- 1986 - Brittany Allen, attrice, scrittrice e produttrice cinematografica canadese
- 1986 - Márcio Azevedo, ex calciatore brasiliano
- 1986 - Valentina Barzotti, politica italiana
- 1986 - Andreas Beck, ex tennista tedesco
- 1986 - Vedran Ćorluka, allenatore di calcio e ex calciatore croato
- 1986 - Francesco Cosenza, calciatore italiano
- 1986 - Marcos Díaz, calciatore argentino
- 1986 - Manuel Fernandes, ex calciatore portoghese
- 1986 - Gerardo Flores, ex calciatore messicano
- 1986 - Kevin Gates, rapper, cantante e imprenditore statunitense
- 1986 - José Carlos Herrera, velocista messicano
- 1986 - Min Hyo-rin, attrice, cantante e modella sudcoreana
- 1986 - Sekope Kepu, rugbista a 15 australiano
- 1986 - Roger Kluge, pistard e ciclista su strada tedesco
- 1986 - Janne Korpi, ex snowboarder finlandese
- 1986 - Éder Lima, calciatore brasiliano
- 1986 - Salvatore Mancuso, dirigente sportivo e ex ciclista su strada italiano
- 1986 - Tommaso Marino, ex cestista, opinionista e youtuber italiano
- 1986 - Andrea Masiello, calciatore italiano
- 1986 - Ján Maslo, calciatore slovacco
- 1986 - Louis Picamoles, rugbista a 15 francese
- 1986 - Sebastián Pinto, ex calciatore cileno
- 1986 - Madison Rayne, wrestler statunitense
- 1986 - Takayuki Seto, calciatore giapponese
- 1986 - Billy Sharp, calciatore inglese
- 1986 - Jānis Strenga, bobbista lettone
- 1986 - Carlos Villanueva Rolland, calciatore cileno
- 1987 - Vernus Abbott, calciatore santaluciano
- 1987 - Ousmane Berthé, ex calciatore maliano
- 1987 - Alex Brightman, attore statunitense
- 1987 - Pamela Cartagena, pallavolista portoricana
- 1987 - Darren Criss, attore, cantautore e doppiatore statunitense
- 1987 - Marie Dauchy, politica francese
- 1987 - Chinedu Ede, ex calciatore tedesco
- 1987 - Henry Golding, attore e conduttore televisivo malese
- 1987 - Özge Gürel, attrice e cantante turca
- 1987 - Curtis Jerrells, ex cestista statunitense
- 1987 - Alex Kuznetsov, tennista statunitense
- 1987 - Erika Lawler, ex hockeista su ghiaccio statunitense
- 1987 - Raymond Lee, attore statunitense
- 1987 - Linus Omark, hockeista su ghiaccio svedese
- 1987 - Donald Sanford, velocista statunitense
- 1987 - Kouch Sokumpheak, calciatore cambogiano
- 1987 - Adéla Sýkorová, tiratrice a segno ceca
- 1987 - Calum Woods, ex calciatore scozzese
- 1987 - Giovanni Aparecido Adriano dos Santos, ex calciatore brasiliano
- 1988 - Mohammad Al-Basha, calciatore giordano
- 1988 - Maílson Alves, calciatore brasiliano
- 1988 - Jesús Berrocal, ex calciatore spagnolo
- 1988 - Eric Bicfalvi, calciatore rumeno
- 1988 - Gordan Bunoza, calciatore croato
- 1988 - Alexei Bychenko, pattinatore artistico su ghiaccio ucraino
- 1988 - Diego Canali, ex calciatore argentino
- 1988 - Dong Chao, schermidore cinese
- 1988 - Loren Dykes, allenatrice di calcio e ex calciatrice gallese
- 1988 - Gemma Evans, calciatrice gallese
- 1988 - Evgenij Frolov, calciatore russo
- 1988 - Natalie Geisenberger, ex slittinista tedesca
- 1988 - Guilherme Oliveira Santos, calciatore brasiliano
- 1988 - Per Günther, ex cestista tedesco
- 1988 - Dennis Horner, ex cestista statunitense
- 1988 - Henri Junghänel, tiratore a segno tedesco
- 1988 - Zalina Petrivskaya, martellista moldava
- 1988 - Philipp Marschall, ex fondista tedesco
- 1988 - Federica Mastrodicasa, pallavolista italiana
- 1988 - Namori Meité, cestista francese
- 1988 - Shkodran Metaj, calciatore olandese
- 1988 - Karin Ontiveros, modella messicana
- 1988 - Markus Ragger, scacchista austriaco
- 1988 - José Leonardo Ribeiro da Silva, ex calciatore brasiliano
- 1988 - Laura Rogule, scacchista lettone
- 1988 - Óscar Ricardo Rojas, ex calciatore messicano
- 1988 - Sipo Bohale, ex calciatore spagnolo
- 1988 - Stephanie Siriwardhana, modella singalese
- 1988 - Michael Williams, ex calciatore montserratiano
- 1989 - Karen Bennett, canottiera britannica
- 1989 - Sarra Besbes, schermitrice tunisina
- 1989 - Saruba Colley, ex velocista gambiana
- 1989 - Mike Gentili, giocatore di football americano e allenatore di football americano statunitense
- 1989 - Edoardo Giorgetti, nuotatore italiano
- 1989 - Robin Himmelmann, calciatore tedesco
- 1989 - Marina Mel'nikova, tennista russa
- 1989 - Otele Mouangue, ex calciatore camerunese
- 1989 - Mkrtič Nalbandyan, ex calciatore armeno
- 1989 - Gabriel Nicolás Rodríguez, ex calciatore argentino
- 1989 - Angelica Schiatti, cantautrice italiana
- 1989 - Renée Slegers, allenatrice di calcio e ex calciatrice olandese
- 1989 - Jeremy Sumpter, attore statunitense
- 1989 - Distel Zola, ex calciatore francese
- 1990 - Dmitrij Andrejkin, scacchista russo
- 1990 - Cristian Barinaga, calciatore argentino
- 1990 - Mateusz Cholewiak, calciatore polacco
- 1990 - Dalton Moreira Neto, ex calciatore brasiliano
- 1990 - David Denton, rugbista a 15 zimbabwese
- 1990 - Giulio Donati, calciatore italiano
- 1990 - Ibrahim Faradż, lottatore egiziano
- 1990 - Lars Gerson, calciatore lussemburghese
- 1990 - Everton Gonçalves Saturnino, calciatore brasiliano
- 1990 - Annie Haeger, velista statunitense
- 1990 - Douglas Hedin, ex sciatore alpino svedese
- 1990 - Takashi Kanai, ex calciatore giapponese
- 1990 - Charlbi Dean, modella e attrice sudafricana († 2022)
- 1990 - Henry Maradiaga, calciatore nicaraguense
- 1990 - Zvonimir Mikulić, ex calciatore croato
- 1990 - Axos, rapper italiano
- 1990 - Karolina Naja, canoista polacca
- 1990 - Federica Nargi, modella e showgirl italiana
- 1990 - Haruna Niyonzima, calciatore ruandese
- 1990 - Nicola Pérez, calciatore uruguaiano
- 1990 - William Rapuzzi, hockeista su ghiaccio statunitense
- 1990 - Jordan Rhodes, calciatore inglese
- 1990 - Roberto Rullo, cestista italiano
- 1990 - Thomas Sprengers, ex ciclista su strada belga
- 1990 - Nicholas Vogel, ex pallavolista statunitense
- 1990 - Damir Šovšić, calciatore croato
- 1991 - Johan Arango, calciatore colombiano
- 1991 - Nabil Bahoui, calciatore svedese
- 1991 - Kelvin Benjamin, giocatore di football americano statunitense
- 1991 - Henriette Confurius, attrice tedesca
- 1991 - János Eilingsfeld, cestista ungherese
- 1991 - Takashi Etō, altista giapponese
- 1991 - Philipp Huspek, calciatore austriaco
- 1991 - Anthony McGill, giocatore di snooker scozzese
- 1991 - Loris Néry, ex calciatore francese
- 1991 - Adnan Orahovac, calciatore montenegrino
- 1991 - Alba Riquelme, modella paraguaiana
- 1991 - Terrence Ross, ex cestista statunitense
- 1991 - Anthony Sauthier, calciatore svizzero
- 1991 - Brennan Williams, wrestler e ex giocatore di football americano statunitense
- 1991 - Anda, cantante sudcoreana
- 1992 - Nimir Abdel-Aziz, pallavolista olandese
- 1992 - Awet Gebremedhin, ex ciclista su strada eritreo
- 1992 - Caner Cavlan, calciatore olandese
- 1992 - Victor Chou, ex calciatore spagnolo
- 1992 - Aliu Djaló, ex calciatore portoghese
- 1992 - Mario Lambrughi, ostacolista e velocista italiano
- 1992 - Lee Dae-hoon, taekwondoka sudcoreano
- 1992 - Patrick Mullins, ex calciatore statunitense
- 1992 - Dardan Mustafa, calciatore svedese
- 1992 - Salah Nemer, calciatore sudanese
- 1992 - Neymar, calciatore brasiliano
- 1992 - Leonardo Pazzagli, attore italiano
- 1992 - Eduardo Pérez Martínez, attore colombiano
- 1992 - Elmira Syzdykova, lottatrice kazaka
- 1992 - Kejsi Tola, cantante albanese
- 1992 - Carina Vogt, saltatrice con gli sci tedesca
- 1992 - Stefan de Vrij, calciatore olandese
- 1992 - Robert Žulj, calciatore austriaco
- 1993 - Beatrice Bartelloni, ex ciclista su strada e pistard italiana
- 1993 - Pedro Castro, calciatore brasiliano
- 1993 - Elettra Ferretti, ex cestista italiana
- 1993 - Germán Andrés Herrera, calciatore argentino
- 1993 - Oday Kharoub, calciatore palestinese
- 1993 - Anouchka Martin, nuotatrice francese
- 1993 - Carl McHugh, calciatore irlandese
- 1993 - Clifton Miheso, calciatore keniota
- 1993 - Luke Newton, attore britannico
- 1993 - Marc-Eddy Norelia, cestista haitiano
- 1993 - Alice Nori, cestista italiana
- 1993 - Adam Ondra, arrampicatore ceco
- 1993 - Chasson Randle, cestista statunitense
- 1993 - Rim Jong-sim, sollevatrice nordcoreana
- 1993 - David Sisi, rugbista a 15 italiano
- 1993 - Anastasija Vojnova, pistard russa
- 1994 - Elşan Abdullayev, calciatore azero
- 1994 - Ahmed Barman, calciatore emiratino
- 1994 - Jurij Bavin, calciatore russo
- 1994 - Aparna Brielle, attrice statunitense
- 1994 - Antonio Briseño, calciatore messicano
- 1994 - Andrea Deck, attrice cinematografica, attrice teatrale e doppiatrice statunitense
- 1994 - Julien Fabri, calciatore francese
- 1994 - Ihsan Haddad, calciatore giordano
- 1994 - Francesco Lamon, pistard italiano
- 1994 - Lee Jong-hyeon, cestista sudcoreano
- 1994 - Li Xuanxu, nuotatrice cinese
- 1994 - Saki Nakajima, cantante e ballerina giapponese
- 1994 - Lena Petermann, calciatrice tedesca
- 1994 - Alexis Prince, cestista statunitense
- 1994 - Richard Rejala, giocatore di calcio a 5 paraguaiano
- 1994 - Zheng Saisai, tennista cinese
- 1995 - Paul Arriola, calciatore statunitense
- 1995 - Erick Castillo, calciatore ecuadoriano
- 1995 - Dimitri Cavaré, calciatore francese
- 1995 - Rouguy Diallo, triplista francese
- 1995 - Jens Martin Gammelby, calciatore danese
- 1995 - Ratchanok Intanon, giocatrice di badminton thailandese
- 1995 - James Santos das Neves, calciatore brasiliano
- 1995 - Adnan Januzaj, calciatore belga
- 1995 - Nikola Karaklajić, calciatore serbo
- 1995 - Oleksij Kovtun, calciatore ucraino
- 1995 - Chris McCullough, cestista statunitense
- 1995 - Kennedy Meeks, cestista statunitense
- 1995 - Nano, ex calciatore spagnolo
- 1995 - Samuela Nabenia, calciatore figiano
- 1995 - Isaiah Piñeiro, cestista statunitense
- 1995 - Marco Spissu, cestista italiano
- 1995 - Andrine Tomter, calciatrice norvegese
- 1995 - Jon Toral, calciatore spagnolo
- 1995 - Guram Tushishvili, judoka georgiano
- 1995 - Vita Vea, giocatore di football americano statunitense
- 1995 - Bruno Viana, calciatore brasiliano
- 1995 - Benedek Váradi, cestista ungherese
- 1995 - Yin Chengxin, sincronetta cinese
- 1995 - Lucas Áfrico, calciatore brasiliano
- 1996 - Fireboy DML, cantante nigeriano
- 1996 - Christian Alemán, calciatore ecuadoriano
- 1996 - Stina Blackstenius, calciatrice svedese
- 1996 - Alessia Cabrini, cestista italiana
- 1996 - Joe Furstinger, cestista statunitense
- 1996 - Joaquín Gottesman, calciatore uruguaiano
- 1996 - Anete Kociņa, giavellottista lettone
- 1996 - Geōrgios Kyriakopoulos, calciatore greco
- 1996 - Matej Radunić, cestista croato
- 1996 - Mertcan Solkol, cestista turco
- 1996 - Fabio Tomassini, calciatore sammarinese
- 1997 - Françoise Abanda, tennista canadese
- 1997 - Alessandro Bori, nuotatore italiano
- 1997 - Giacomo Calò, calciatore italiano
- 1997 - Delphine Cascarino, calciatrice francese
- 1997 - Estelle Cascarino, calciatrice francese
- 1997 - Ditonellapiaga, cantautrice italiana
- 1997 - Jonah Jackson, giocatore di football americano statunitense
- 1997 - Takumi Kamijima, calciatore giapponese
- 1997 - Joachim Bakken Lien, sciatore alpino norvegese
- 1997 - Senna Miangue, calciatore belga
- 1997 - Enzo Ortiz, calciatore argentino
- 1997 - Patrick Roberts, calciatore inglese
- 1997 - Ronald Santanna Rodrigues, calciatore brasiliano
- 1997 - Gaia Traballi, pallavolista italiana
- 1997 - Adam Trautman, giocatore di football americano statunitense
- 1997 - Tsuyoshi Watanabe, calciatore giapponese
- 1998 - Jamie Brandon, calciatore scozzese
- 1998 - Ibrahima Condé, calciatore guineano
- 1998 - Luigi Fedele, attore italiano
- 1998 - Angus Gill, cantante australiano
- 1998 - Kristóf Hinora, calciatore ungherese
- 1998 - Rodions Kurucs, cestista lettone
- 1998 - Dani Morer, calciatore spagnolo
- 1998 - Davit Samurk'asovi, calciatore georgiano
- 1998 - Rafael Santos, calciatore brasiliano
- 1998 - Ben Sheaf, calciatore inglese
- 1998 - Inal Tasoev, judoka russo
- 1998 - Marcelo Velasco, calciatore boliviano
- 1998 - Tai Wynyard, cestista neozelandese
- 1998 - Syahmi Safari, calciatore malaysiano
- 1998 - Özer Özdemir, calciatore francese
- 1999 - Younes Bakiz, calciatore danese
- 1999 - Cemre Baysel, attrice turca
- 1999 - Juan Berrocal, calciatore spagnolo
- 1999 - Federico Bicelli, nuotatore italiano
- 1999 - Jaka Bijol, calciatore sloveno
- 1999 - Cho Young-wook, calciatore sudcoreano
- 1999 - Amanuel Gebremichael, calciatore etiope
- 1999 - Danilo Gomes Magalhães, calciatore brasiliano
- 1999 - Kelyan Guessoum, calciatore francese
- 1999 - Carlos Gutiérrez Estefa, calciatore messicano
- 1999 - Mariano Gómez, calciatore argentino
- 1999 - Nyls Korstanje, nuotatore olandese
- 1999 - Siphesihle Mkhize, calciatore sudafricano
- 1999 - Ilenia Moro, pallavolista italiana
- 1999 - Dan N'Lundulu, calciatore inglese
- 1999 - Justin Ogenia, calciatore olandese
- 1999 - Dejan Parađina, calciatore serbo
- 1999 - Allegra Poljak, calciatrice serba
- 1999 - Donato Telesca, pesista italiano
- 1999 - Marko Vranjković, calciatore croato
- 1999 - Marrony da Silva Liberato, calciatore brasiliano
- 2000 - Viktor Örlygur Andrason, calciatore islandese
- 2000 - Walter Cortés, calciatore costaricano
- 2000 - Esme Creed-Miles, attrice britannica
- 2000 - Vesel Demaku, calciatore austriaco
- 2000 - Federica Giudice, cestista italiana
- 2000 - Tomáš Ostrák, calciatore ceco
- 2000 - Thomas Rettenegger, combinatista nordico austriaco
- 2000 - Chiquinho, calciatore portoghese
- 2000 - Katarina Zavac'ka, tennista ucraina

## XXI secolo(39)
- 2001 - Juan María Alcedo, calciatore spagnolo
- 2001 - Kristian Bilovar, calciatore ucraino
- 2001 - Favio Cabral, calciatore argentino
- 2001 - Claudio Faraci, nuotatore italiano
- 2001 - Kim Min-ju, attrice e cantante sudcoreana
- 2001 - Pierre-Yves Majo, giocatore di football americano svizzero
- 2001 - Duncan McGuire, calciatore statunitense
- 2001 - Amin Tabatabaei, scacchista iraniano
- 2001 - Ilias Takidine, calciatore belga
- 2001 - Mirko Topić, calciatore serbo
- 2001 - Nina Zöggeler, slittinista italiana
- 2002 - Yvan Alounga, calciatore camerunese
- 2002 - Shirin van Anrooij, ciclista su strada e ciclocrossista olandese
- 2002 - Davis Cleveland, attore, rapper e cantante statunitense
- 2002 - Katrijn De Clercq, pistard e ciclista su strada belga
- 2002 - Habib Keïta, calciatore maliano
- 2002 - Tim Lemperle, calciatore tedesco
- 2002 - Sophie Mathiou, sciatrice alpina italiana
- 2002 - An Se-young, giocatrice di badminton sudcoreana
- 2002 - Cam Skattebo, giocatore di football americano statunitense
- 2002 - Ackelia Smith, lunghista e triplista giamaicana
- 2002 - Ignacio Suárez, calciatore uruguaiano
- 2002 - Valentín Sánchez, calciatore argentino
- 2002 - Moses Usor, calciatore nigeriano
- 2003 - Ricard Artero, calciatore spagnolo
- 2003 - Alexis Cantero, calciatore paraguaiano
- 2003 - Tomislav Duvnjak, calciatore croato
- 2003 - Tibor Mirtič, cestista sloveno
- 2004 - Lorenzo Amatucci, calciatore italiano
- 2004 - Salvatore Bianca, atleta paralimpico italiano
- 2004 - Gabriele Caprio, attore e doppiatore italiano
- 2004 - Tiago Serrago, calciatore argentino
- 2005 - Mouhamed Faye, cestista senegalese
- 2005 - Emmanuel Uchegbu, calciatore nigeriano
- 2006 - Hugo González, cestista spagnolo
- 2006 - Pedro Henrique Silva dos Santos, calciatore brasiliano
- 2007 - Carlos D'Ambrosio, nuotatore italiano
- 2009 - Abhimanyu Mishra, scacchista statunitense
- 2016 - Jigme Namgyel Wangchuck, bhutanese